# Grigio di Carmagnola
Il coniglio grigio di Carmagnola è compreso tra i prodotti agroalimentari tradizionali italiani.

## Areale
È allevato a Carmagnola, Piobesi e Vigone, in provincia di Torino.
È l'unica razza di coniglio piemontese di cui sia rimasta qualche traccia: molto diffusa fino alla fine degli anni cinquanta, era praticamente scomparsa fino al lavoro di recupero genetico realizzato dal Dipartimento di Scienze Zootecniche dell'Università di Torino e dall'Istituto Professionale per l'Agricoltura e l'Ambiente di Verzuolo. Ad oggi la città di Carmagnola, nucleo storico di diffusione di questa razza, ha un "Centro comunale per la diffusione e valorizzazione del Coniglio Grigio di Carmagnola", al quale è possibile rivolgersi per avere una coppia di animali da ripopolamento; alcuni allevatori locali lo riproducono con successo. 
Come dice il nome, questa razza ha pelliccia soffice, folta, grigia (un poco più chiara sul ventre, sugli arti e nella parte terminale della coda) con una macchiolina triangolare più chiara sulla nuca. Il caratteristico manto grigio deriva dal fatto che questi conigli sono imparentati con la razza dei Cincillà di taglia media. 
Di taglia media, con un corpo allungato e lombi muscolosi. La salute molto delicata e la pelle sottilissima lo rendono molto difficile da allevare nelle comuni gabbie: l'ideale è un recinto con un pezzetto di prato e un piccolo ricovero in caso di intemperie, lontano da correnti, umidità e dal sovraffollamento degli allevamenti intensivi. 
L'alimentazione migliore è a base di erba e mangimi naturali; la macellazione deve avvenire al raggiungimento di un peso compreso tra i 3,5 e i 5,5 chilogrammi per i maschi e i 3,5 e i 4 chilogrammi per le femmine.

## Caratteri organolettici

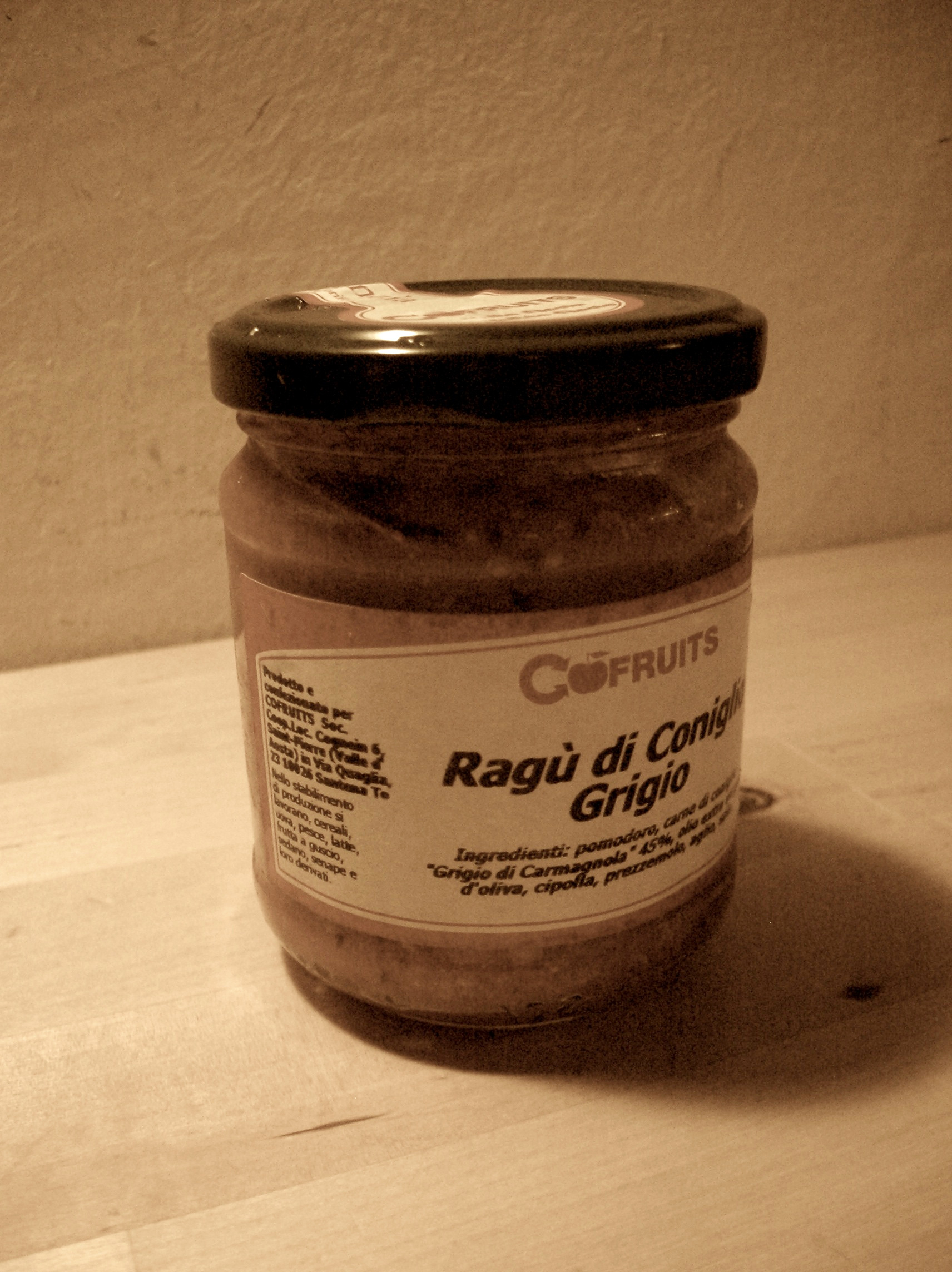
Ragù di Coniglio grigio di Carmagnola

Il coniglio grigio di Carmagnola si segnala innanzi tutto per l'ottima resa: la sua struttura ossea è molto fine e la massa muscolare superiore a quella delle altre razze. Le carni sono fini, tenere, sapide, particolarmente bianche e per niente stoppose. Un tempo il coniglio ai peperoni fatto con le carni del grigio di Carmagnola era un piatto immancabile in ogni menù delle osterie piemontesi, così come il coniglio all'Arneis nel Roero, piatto antico ed erede diretto della lepre al civet (dalle squisite carni marinate nel sangue e nel vino). Varianti più moderne lo propongono in agrodolce, al cioccolato, in salsa d'uovo.